# Karl-Heinz Ludwig (Jurist)
Karl-Heinz Ludwig (* 13. November 1921; † 30. Januar 2017) war ein deutscher Jurist und Präsident des Oberlandesgerichts Nürnberg.

## Leben
Ludwig studierte von 1946 bis 1949 Rechts- und Staatswissenschaft an der Universität Marburg. Er promovierte 1952 mit der Dissertationsschrift Identität und Rechtsnachfolge. Eine Untersuchung über das Problem des Gläubigerschutzes bei Wegfall des bisherigen Schuldners, worin er insbesondere das Problem, wer gegenwärtig für Verbindlichkeiten des Deutschen Reiches in Anspruch genommen werden kann, erörterte. Zunächst war er Gerichtsassessor am Landgericht Nürnberg, dann von 1953 bis 1960 Amtsgerichtsrat am Oberlandesgericht Nürnberg. Von 1960 bis 1969 war er Oberlandesgerichtsrat an demselben Gericht. Den Posten als Senatspräsident des Oberlandesgerichts hatte er von 1970 bis 1973 inne. Am Oberlandesgericht Nürnberg war er schließlich von 1973 bis 1978 Vizepräsident und von 1978 bis zu seinem Ruhestand Präsident.
Er war außerdem Aufsichtsrat des Universa Versicherungsunternehmens und ehrenamtlich stellvertretender Bezirksvorsitzender des Volksbundes Deutsche Kriegsgräberfürsorge.

## Auszeichnungen
- Bayerischer Verdienstorden[2]
- 1987: Großes Verdienstkreuz der Bundesrepublik Deutschland[2]